# Nova Milanese
Nova Milanese és un municipi italià, situat a la regió de Llombardia i a la província de Monza i Brianza. L'any 2004 tenia 22.566 habitants.